# 刘丽坚
刘丽坚（1963年1月—），女，汉族，河北迁西人，中华人民共和国政治人物，曾任国家税务总局党委委员、副局长。

## 生平
1984年毕业于中央财经大学基建财务与信用专业，进入财政部税务总局国企处工作。1988年5月财政部税务总局改称为国家税务局后，历任所得税管理司副主任科员、秘书处副处长。1993年4月，国家税务局改称为国家税务总局后，历任所得税管理司地方企业所得税一处副处长、处长，个人所得税处处长等职。2004年5月，任国家税务总局所得税管理司副司长。2012年1月，任大连市国家税务局党组书记、局长。同年5月，任大连市国家税务局党组副书记、副局长（巡视员）。2013年7月，任国家税务总局所得税司司长。2016年12月，任国家税务总局总审计师。2019年5月，任国家税务总局总经济师。2020年6月28日，任国家税务总局副局长。2023年3月6日，不再任副局长职务。2023年3月，当选第十四届全国政协委员、经济委员会委员。